# Antoni Smits
Antonius Smits (Eindhoven, 20 november 1712 - aldaar, 23 augustus 1782) was burgemeester van de Nederlandse stad Eindhoven. 
Smits werd geboren als zoon van Joannes Arnoldus Smits en Anna Maria van der Vorst. 
Hij kocht in 1741 het huis en de in onbruik geraakte brouwerij "De Oranjeboom" in Eindhoven en werd bierbrouwer. In 1747 en 1748 was hij burgemeester van Eindhoven, in 1781 en 1782 schepen. Smits is ook nog kapitein van het schuttersgilde St. Barbara geweest. 
Hij trouwde te Eindhoven op 24 juli 1740 met Joanna Maria (Jeanette) van der Heijden, dochter van Joannes van der Heijden en Philippina Eijmers, gedoopt te Eindhoven op 28 maart 1714, overleden in Eindhoven op 20 mei 1779. 